# Monmouth (Maine)
Monmouth – miasto w Stanach Zjednoczonych, w stanie Maine, w hrabstwie Kennebec.